# 12e régiment d'infanterie légère
Le 12e régiment d'infanterie légère (12e léger) est un régiment d'infanterie légère de l'armée française créé sous la Révolution à partir du bataillon de chasseurs du Roussillon, un régiment français d'Ancien Régime.

En 1854, il est transformé et prend le nom de 87e régiment d'infanterie.

## Création et différentes dénominations
- 1788 : Formation des Chasseurs de Roussillon
- 1791 : renommé 12e bataillon de chasseurs.
- 1794 : devient la 12e demi-brigade légère de première formation
- 29 janvier 1796 : transformé en 12e demi-brigade légère de deuxième formation
- 1803 : renommée 12e régiment d'infanterie légère.
- 16 juillet 1815 : comme l'ensemble de l'armée napoléonienne, il est licencié à la Seconde Restauration
- 11 août 1815 : création de la légion de la Mayenne.
- 1820 : renommée 12e régiment d'infanterie légère.
- En 1854, l'infanterie légère est transformée, et ses régiments sont convertis en unités d'infanterie de ligne, prenant les numéros de 76 à 100. Le 12e régiment d'infanterie légère prend le nom de 87e régiment d'infanterie de ligne.

## Colonels et chefs de brigade
- 1er mai 1788 : Jean Dubois de Chatrenne
- 25 juillet 1791 : N. Commère
- 5 février 1792 : Charles Dégoutin de Brécourt[1]
- 1794 : chef de brigade Pinot
- 1796 : Louis François Auguste Mazel du Goulot
- 1796 : Guy Louis Henri de Valory
- 1803 : Jacques Michel Lainé
- 1805 : Jean-Baptiste Jeanin
- 1809 : Louis Etienne Dulong de Rosnay
- 1813 : Joseph Mouttet
- 1815 : Jacques Pierre André Guillot de la Poterie
- 1826 : colonel Euzenou de Kersalaün
- 1838 : colonel Pourailly
- 1846 : Adolphe Ambroise Joseph Hubert Maissiat
- 1851 : Jules Marie Ladreit de Lacharrière

## Historique des garnisons, combats et batailles

### Chasseurs de Roussillon

#### Guerres de la Révolution et de l'Empire
Le bataillon des Chasseurs de Roussillon est constitué le 17 mars 1788 avec les cadres de 2 compagnies du régiment Royal-Italien et 2 compagnie du régiment Royal-Corse complété par un recrutement d'hommes originaires du Roussillon et de la Cerdagne, pays où le bataillon devait se recruter à l'avenir. 
Le bataillon se rend la même année au Pont-Saint-Esprit.
A la fin de 1790 il quitte Pont-Saint-Esprit et est envoyé à Alès.

### 12ebataillon de chasseurs à pied

#### Guerres de la Révolution et de l'Empire
En 1791 lors de la réorganisation des corps d'infanterie français les « chasseurs de Roussillon » deviennent le 12e bataillon de chasseurs à pied et rejoint Perpignan. 
Au mois de décembre de cette année, quelques officiers entrèrent avec ceux du régiment de Cambrésis dans un complot tendant à livrer aux Espagnols la citadelle de Perpignan. Au début de 1792, le bataillon est alors envoyé à Carcassonne, d'où il est envoyé à Huningue, au commencement de la guerre. Il contribue à l'occupation du pays de Porrentruy et sert ensuite aux armées du Rhin et de la Moselle jusqu'à son amalgame dans la 12e légère.
Le 26 décembre 1793, 1 bataillon se trouve à la 2e bataille de Wissembourg

### 12edemi-brigade légère de première formation

#### Guerres de la Révolution et de l'Empire
Le 8 juillet 1794, la 12e demi-brigade légère de première formation est formée par l'amalgame :
- 12e bataillon de chasseurs (ci-devant du Roussillon)
- 3e bataillon de volontaires de la Haute-Saône
- 2e bataillon de volontaires de Lot-et-Garonne

### 12edemi-brigade d'infanterie légère de deuxième formation

#### Guerres de la Révolution et de l'Empire
- la 12e demi-brigade d'infanterie légère de deuxième formation est mise sur pied en 1796 (18 nivôse an IV) par l'amalgame
  - de la 2e demi-brigade légère de première formation (2e bataillon de chasseurs (ci-devant Royal de Dauphiné), 2e bataillon de volontaires de l'Isère et 1er bataillon franc de la République)
  - du 1er bataillon de la 2e demi-brigade provisoire de première formation (1er bataillon de grenadiers des Bouches-du-Rhône, 2e bataillon de grenadiers des Bouches-du-Rhône et 4e bataillon de volontaires du Gard)

En 1796 la demi-brigade participe à la Bataille du pont d'Arcole.
Le 22 germinal an V (11 avril 1797) elle est envoyée, dans le cadre de l'expédition du Tyrol, à Spittal, en Autriche, avec la 26e demi-brigade d'infanterie légère, et les 39e et 93e demi-brigade de deuxième formation.

### 12erégiment d'infanterie légère

#### Guerres de la Révolution et de l'Empire
- Le 1er vendémiaire an XII (24 septembre 1803) la demi-brigade devient 12e régiment d'infanterie légère.

Au cours des guerres de la Révolution et de l'Empire, l'unité participe à la campagne d'Italie de 1796-1797, à celle de 1800-1801, à la campagne d'Allemagne de 1805, à celle de 1807 en Pologne (siège de Dantzig) et à la guerre d'Espagne de 1808 à 1813. 
Conservé à la première Restauration avec son chef de corps, le régiment est présent à Ligny le 16 juin 1815; il est licencié à Montmorillon en septembre.
*Sous l'Empire, il a quatre chefs de corps : Laisné en 1803, Jeannin en 1805, Dulong de Rosnay en 1809 et Mouttet de 1813 à 1815.

#### 1815 à 1848
- 1830 : Une ordonnance du 6 septembre créé le 3e bataillon du 12e léger[2]

En juin 1832, il participe à la répression de l'insurrection républicaine à Paris
- Algérie 1832-1854
- 1845-1851 : Algérie
  - 8-11 novembre 1840 : Enlèvement des matamores de Bou-Chouicha

#### Second Empire
- En 1855, l'infanterie légère est transformée, et ses régiments sont convertis en unités d'infanterie de ligne, prenant les numéros de 76 à 100. Le 12e prend le nom de 87e régiment d’infanterie de ligne.

## Personnages célèbres ayant servi au12eléger
- Célestin Gavoty

## Sources et bibliographie
- Histoire de l'armée et de tous les régiments volume 4 par Adrien Pascal
- Nos 144 Régiments de Ligne par  Émile Ferdinand Mugnot de Lyden
- Historique du 87e régiment d'infanterie de ligne: ex-12e Léger
- Les liens externes cités ci-dessous